# James Ellsworth De Kay
James Ellsworth De Kay (ou DeKay ou Dekay) est un zoologiste américain, né le 12 octobre 1792 à Lisbonne et mort le 21 novembre 1851 à Oyster Bay (New York).

## Biographie
Ses parents partent s’installer à New York alors qu’il n’avait que deux ans. Orphelin de bonne heure, il fait ses études à l’université Yale de 1807 à 1812 mais n’obtient aucun diplôme. Il étudie plus tard la médecine à l’université d'Édimbourg et est diplômé en 1819.
Il revient aux États-Unis d'Amérique et se marie avec Janet Eckford. De Kay voyage, avec son beau-frère, en Turquie comme médecin de marine. Il fait paraître le récit de son voyage sous le titre de Sketches of Turkey in 1831 and 1832.
De Kay s’installe à Oyster Bay où il abandonne la pratique médicale pour se consacrer à l’étude de l’histoire naturelle. Il travaille pour le bureau de recherche géologique de l’État de New York, fondé en 1835, et fait paraître plusieurs publications sur la zoologie de l’État (1842-1849).

## Source
- (en) Cet article est partiellement ou en totalité issu de l’article de Wikipédia en anglais intitulé « James Ellsworth De Kay » (voir la liste des auteurs) (version du 4 mars 2006).